# Saison 2019-2020 des Nuggets de Denver
La saison 2019-2020 des Nuggets de Denver est la 44e saison de la franchise en National Basketball Association (NBA).
Au cours de la saison régulière, Nikola Jokić est sélectionné pour le NBA All-Star Game 2020.
La saison a été suspendue par les officiels de la ligue après les matchs du 11 mars  après l'annonce que Rudy Gobert était positif au COVID-19. Le 12 mars 2020, le président de la ligue Adam Silver annonce que le championnat est arrêté pour "au moins 30 jours". La franchise reprend la saison régulière le 31 juillet 2020, à Orlando.
Lors des playoffs, les Nuggets deviennent la première équipe de l'histoire de la NBA, à remonter deux déficits de 3-1 dans leurs séries face au Jazz de l'Utah et les Clippers de Los Angeles. Jamal Murray réalise deux performances à 50 points face au Jazz durant le premier tour. Cependant, ils s'inclinent en finale de conférence face aux Lakers de Los Angeles, 4-1.

## Matchs

### Summer League
| Summer League Total : 1-3 |

| Match | Date match | Équipe       | Score    | Meilleur marqueur      | Meilleur rebondeur     | Meilleur passeur    | Lieux Spectateurs    | Série |
| ----- | ---------- | ------------ | -------- | ---------------------- | ---------------------- | ------------------- | -------------------- | ----- |
| 1     | 5 juillet  | Phoenix      | Annulé   |                        |                        |                     | Thomas & Mack Center |       |
| 2     | 7 juillet  | Orlando      | V 84-79  | Terence Davis (22)     | Jarred Vanderbilt (7)  | Brandon Goodwin (7) | Cox Pavilion         | 1 - 0 |
| 3     | 9 juillet  | Boston       | D 82-95  | Brandon Goodwin (28)   | Jarred Vanderbilt (12) | Goodwin, Sykes (4)  | Cox Pavilion         | 1 - 1 |
| 4     | 10 juillet | Golden State | D 69-73  | Jarred Vanderbilt (20) | Jarred Vanderbilt (17) | Brandon Goodwin (5) | Thomas & Mack Center | 1 - 2 |
| 5     | 13 juillet | Houston      | D 96-105 | Brandon Goodwin (22)   | Jarred Vanderbilt (9)  | Brandon Goodwin (6) | Cox Pavilion         | 1 - 3 |

### Pré-saison
| Pré-saison Total : 4-0 (Domicile : 1-0; Extérieur : 3-0) |

| Match | Date match | Équipe          | Score     | Meilleur marqueur    | Meilleur rebondeur | Meilleur passeur    | Lieux                      | Série |
| ----- | ---------- | --------------- | --------- | -------------------- | ------------------ | ------------------- | -------------------------- | ----- |
| 1     | 8 octobre  | @ Portland      | V 105-94  | Paul Millsap (14)    | Cinq joueurs (5)   | Monte Morris (4)    | Memorial Coliseum          | 1 - 0 |
| 2     | 10 octobre | @ L.A. Clippers | V 111-91  | Malik Beasley (16)   | Nikola Jokić (11)  | Mason Plumlee (6)   | Staples Center             | 2 - 0 |
| 3     | 14 octobre | @ Phoenix       | V 107-102 | Jerami Grant (22)    | Jamal Murray (8)   | Murray, Plumlee (6) | Talking Stick Resort Arena | 3 - 0 |
| 4     | 17 octobre | Portland        | V 110-104 | Barton, Millsap (14) | Will Barton (8)    | Jamal Murray (8)    | Pepsi Center               | 4 - 0 |

### Matchs de préparation à Orlando avant la reprise de la saison régulière
| Matchs de préparation Total : 1-2 |

| Match | Date match | Équipe      | Score     | Meilleur marqueur | Meilleur rebondeur     | Meilleur passeur  | Lieux                | Série |
| ----- | ---------- | ----------- | --------- | ----------------- | ---------------------- | ----------------- | -------------------- | ----- |
| 1     | 22 juillet | Washington  | V 89-82   | Troy Daniels (22) | Bol Bol (10)           | Nikola Jokić (7)  | HP Field House       | 1 - 0 |
| 2     | 25 juillet | New Orleans | D 104-119 | Troy Daniels (28) | Mason Plumlee (13)     | Nikola Jokić (8)  | The Arena            | 1 - 1 |
| 3     | 27 juillet | Orlando     | D 110-114 | Jamal Murray (23) | Michael Porter Jr. (7) | Mason Plumlee (6) | Visa Athletic Center | 1 - 2 |

### Saison régulière
| Saison régulière Total : 46-27 (Domicile : 26-11; Extérieur : 20-16) |

| Match | Date match | Équipe                | Score          | Meilleur marqueur       | Meilleur rebondeur | Meilleur passeur   | Lieux                | Série |
| ----- | ---------- | --------------------- | -------------- | ----------------------- | ------------------ | ------------------ | -------------------- | ----- |
| 1     | 23 octobre | @ Portland            | V 108-100      | Nikola Jokić (20)       | Nikola Jokić (13)  | Jamal Murray (6)   | Moda Center          | 1 - 0 |
| 2     | 25 octobre | Phoenix               | V 108-107 (OT) | Jamal Murray (27)       | Nikola Jokić (14)  | Nikola Jokić (12)  | Pepsi Center         | 2 - 0 |
| 3     | 28 octobre | @ Sacramento          | V 101-94       | Jamal Murray (18)       | Nikola Jokić (13)  | Quatre joueurs (3) | Golden 1 Center      | 3 - 0 |
| 4     | 29 octobre | Dallas                | D 106-109      | Paul Millsap (23)       | Will Barton (11)   | Nikola Jokić (10)  | Pepsi Center         | 3 - 1 |
| 5     | 31 octobre | @ La Nouvelle-Orléans | D 107-122      | Michael Porter Jr. (16) | Mason Plumlee (7)  | Monte Morris (8)   | Smoothie King Center | 3 - 2 |

| Match | Date match  | Équipe       | Score         | Meilleur marqueur   | Meilleur rebondeur | Meilleur passeur  | Lieux           | Série  |
| ----- | ----------- | ------------ | ------------- | ------------------- | ------------------ | ----------------- | --------------- | ------ |
| 6     | 2 novembre  | @ Orlando    | V 91-87       | Jamal Murray (22)   | Paul Millsap (11)  | Harris, Jokić (4) | Amway Center    | 4 - 2  |
| 7     | 5 novembre  | Miami        | V 109-89      | Jamal Murray (21)   | Will Barton (10)   | Monte Morris (8)  | Pepsi Center    | 5 - 2  |
| 8     | 8 novembre  | Philadelphie | V 100-97      | Nikola Jokić (26)   | Nikola Jokić (10)  | Jamal Murray (11) | Pepsi Center    | 6 - 2  |
| 9     | 10 novembre | @ Minnesota  | V 100-98 (OT) | Nikola Jokić (20)   | Will Barton (12)   | Nikola Jokić (7)  | Target Center   | 7 - 2  |
| 10    | 12 novembre | Atlanta      | D 121-125     | Will Barton (21)    | Will Barton (9)    | Jamal Murray (8)  | Pepsi Center    | 7 - 3  |
| 11    | 14 novembre | Brooklyn     | V 101-93      | Jokić, Millsap (18) | Nikola Jokić (10)  | Monte Morris (7)  | Pepsi Center    | 8 - 3  |
| 12    | 17 novembre | @ Memphis    | V 131-114     | Jamal Murray (39)   | Mason Plumlee (7)  | Jokić, Murray (8) | FedExForum      | 9 - 3  |
| 13    | 20 novembre | Houston      | V 105-95      | Nikola Jokić (27)   | Nikola Jokić (12)  | Jamal Murray (9)  | Pepsi Center    | 10 - 3 |
| 14    | 22 novembre | Boston       | V 96-92       | Jamal Murray (22)   | Nikola Jokić (16)  | Nikola Jokić (10) | Pepsi Center    | 11 - 3 |
| 15    | 24 novembre | Phoenix      | V 116-104     | Paul Millsap (23)   | Nikola Jokić (13)  | Nikola Jokić (5)  | Pepsi Center    | 12 - 3 |
| 16    | 26 novembre | Washington   | V 117-104     | Jerami Grant (20)   | Nikola Jokić (20)  | Will Barton (8)   | Pepsi Center    | 13 - 3 |
| 17    | 30 novembre | @ Sacramento | D 97-100 (OT) | Gary Harris (25)    | Will Barton (12)   | Jokić, Murray (6) | Golden 1 Center | 13 - 4 |

| Match | Date match  | Équipe              | Score     | Meilleur marqueur   | Meilleur rebondeur  | Meilleur passeur  | Lieux                      | Série   |
| ----- | ----------- | ------------------- | --------- | ------------------- | ------------------- | ----------------- | -------------------------- | ------- |
| 18    | 3 décembre  | L.A. Lakers         | D 96-105  | Jamal Murray (22)   | Paul Millsap (8)    | Nikola Jokić (8)  | Pepsi Center               | 13 - 5  |
| 19    | 5 décembre  | @ New York          | V 129-92  | Will Barton (17)    | Mason Plumlee (11)  | Nikola Jokić (8)  | Madison Square Garden      | 14 - 5  |
| 20    | 6 décembre  | @ Boston            | D 95-108  | Nikola Jokić (30)   | Nikola Jokić (10)   | Harris, Jokić (4) | TD Garden                  | 14 - 6  |
| 21    | 8 décembre  | @ Brooklyn          | D 102-105 | Nikola Jokić (24)   | Nikola Jokić (11)   | Nikola Jokić (6)  | Barclays Center            | 14 - 7  |
| 22    | 10 décembre | @ Philadelphie      | D 92-97   | Will Barton (26)    | Barton, Jokić (7)   | Nikola Jokić (11) | Wells Fargo Center         | 14 - 8  |
| 23    | 12 décembre | Portland            | V 114-99  | Grant, Jokić (20)   | Barton, Jokić (11)  | Monte Morris (7)  | Pepsi Center               | 15 - 8  |
| 24    | 14 décembre | Oklahoma City       | V 110-102 | Nikola Jokić (28)   | Nikola Jokić (14)   | Nikola Jokić (12) | Pepsi Center               | 16 - 8  |
| 25    | 15 décembre | New York            | V 111-105 | Nikola Jokić (25)   | Nikola Jokić (10)   | Mason Plumlee (6) | Pepsi Center               | 17 - 8  |
| 26    | 18 décembre | Orlando             | V 113-104 | Jamal Murray (33)   | Paul Millsap (12)   | Nikola Jokić (12) | Pepsi Center               | 18 - 8  |
| 27    | 20 décembre | Minnesota           | V 109-100 | Jamal Murray (28)   | Nikola Jokić (10)   | Nikola Jokić (10) | Pepsi Center               | 19 - 8  |
| 28    | 22 décembre | @ L.A. Lakers       | V 128-104 | Paul Millsap (21)   | Will Barton (13)    | Cinq joueurs (5)  | Staples Center             | 20 - 8  |
| 29    | 23 décembre | @ Phoenix           | V 113-111 | Jamal Murray (28)   | Nikola Jokić (12)   | Nikola Jokić (10) | Talking Stick Resort Arena | 21 - 8  |
| 30    | 25 décembre | La Nouvelle-Orléans | D 100-112 | Nikola Jokić (23)   | Nikola Jokić (10)   | Monte Morris (6)  | Pepsi Center               | 21 - 9  |
| 31    | 28 décembre | Memphis             | V 119-110 | Nikola Jokić (31)   | Nikola Jokić (10)   | Nikola Jokić (10) | Pepsi Center               | 22 - 9  |
| 32    | 29 décembre | Sacramento          | V 120-115 | Barton, Porter (19) | Nikola Jokić (8)    | Jamal Murray (7)  | Pepsi Center               | 23 - 9  |
| 33    | 31 décembre | @ Houston           | D 104-130 | Nikola Jokić (21)   | Barton, Millsap (9) | Will Barton (7)   | Toyota Center              | 23 - 10 |

| Match | Date match | Équipe                | Score          | Meilleur marqueur       | Meilleur rebondeur      | Meilleur passeur   | Lieux                    | Série   |
| ----- | ---------- | --------------------- | -------------- | ----------------------- | ----------------------- | ------------------ | ------------------------ | ------- |
| 34    | 2 janvier  | @ Indiana             | V 124-116      | Michael Porter Jr. (25) | Will Barton (10)        | Jamal Murray (7)   | Bankers Life Fieldhouse  | 24 - 10 |
| 35    | 4 janvier  | @ Washington          | D 114-128      | Jamal Murray (39)       | Nikola Jokić (10)       | Jokić, Murray (4)  | Capital One Arena        | 24 - 11 |
| 36    | 6 janvier  | @ Atlanta             | V 123-115      | Nikola Jokić (47)       | Will Barton (9)         | Jamal Murray (8)   | State Farm Arena         | 25 - 11 |
| 37    | 8 janvier  | @ Dallas              | V 107-106      | Nikola Jokić (33)       | Juan Hernangómez (7)    | Nikola Jokić (7)   | American Airlines Center | 26 - 11 |
| 38    | 11 janvier | Cleveland             | D 103-111      | Jamal Murray (24)       | Nikola Jokić (12)       | Nikola Jokić (5)   | Pepsi Center             | 26 - 12 |
| 39    | 12 janvier | L.A. Clippers         | V 114-104      | Nikola Jokić (20)       | Nikola Jokić (15)       | Nikola Jokić (6)   | Pepsi Center             | 27 - 12 |
| 40    | 15 janvier | Charlotte             | V 100-86       | Michael Porter Jr. (19) | Jokić, Porter (8)       | Nikola Jokić (8)   | Pepsi Center             | 28 - 12 |
| 41    | 16 janvier | @ Golden State        | V 134-131 (OT) | Will Barton (31)        | Mason Plumlee (14)      | Nikola Jokić (8)   | Chase Center             | 29 - 12 |
| 42    | 19 janvier | Indiana               | D 107-115      | Nikola Jokić (30)       | Nikola Jokić (10)       | Barton, Morris (5) | Pepsi Center             | 29 - 13 |
| 43    | 20 janvier | @ Minnesota           | V 107-100      | Michael Porter Jr. (20) | Michael Porter Jr. (14) | Monte Morris (8)   | Target Center            | 30 - 13 |
| 44    | 22 janvier | @ Houston             | D 105-121      | Nikola Jokić (19)       | Nikola Jokić (12)       | Nikola Jokić (10)  | Toyota Center            | 30 - 14 |
| 45    | 24 janvier | @ La Nouvelle-Orléans | V 113-106      | Nikola Jokić (27)       | Nikola Jokić (12)       | Nikola Jokić (7)   | Smoothie King Center     | 31 - 14 |
| 46    | 26 janvier | Houston               | V 117-110      | Jerami Grant (25)       | Nikola Jokić (12)       | Nikola Jokić (11)  | Pepsi Center             | 32 - 14 |
| 47    | 28 janvier | @ Memphis             | D 96-104       | Nikola Jokić (25)       | Nikola Jokić (13)       | Monte Morris (6)   | FedExForum               | 32 - 15 |
| 48    | 30 janvier | Utah                  | V 106-100      | Nikola Jokić (28)       | Michael Porter Jr. (12) | Nikola Jokić (10)  | Pepsi Center             | 33 - 15 |
| 49    | 31 janvier | @ Milwaukee           | V 127-115      | Will Barton (24)        | Michael Porter Jr. (11) | Nikola Jokić (9)   | Fiserv Forum             | 34 - 15 |

| Match                  | Date match | Équipe          | Score          | Meilleur marqueur | Meilleur rebondeur     | Meilleur passeur   | Lieux                      | Série   |
| ---------------------- | ---------- | --------------- | -------------- | ----------------- | ---------------------- | ------------------ | -------------------------- | ------- |
| 50                     | 2 février  | @ Détroit       | D 123-128 (OT) | Nikola Jokić (39) | Nikola Jokić (10)      | Nikola Jokić (11)  | Little Caesars Arena       | 34 - 16 |
| 51                     | 4 février  | Portland        | V 127-99       | Nikola Jokić (29) | Nikola Jokić (13)      | Nikola Jokić (9)   | Pepsi Center               | 35 - 16 |
| 52                     | 5 février  | @ Utah          | V 98-95        | Jamal Murray (31) | Nikola Jokić (21)      | Nikola Jokić (10)  | Vivint Smart Home Arena    | 36 - 16 |
| 53                     | 8 février  | @ Phoenix       | V 117-108      | Jamal Murray (36) | Paul Millsap (11)      | Nikola Jokić (6)   | Talking Stick Resort Arena | 37 - 16 |
| 54                     | 10 février | San Antonio     | V 127-120      | Jamal Murray (26) | Nikola Jokić (8)       | Nikola Jokić (13)  | Pepsi Center               | 38 - 16 |
| 55                     | 12 février | L.A. Lakers     | D 116-120 (OT) | Jamal Murray (32) | Nikola Jokić (11)      | Jamal Murray (10)  | Pepsi Center               | 38 - 17 |
| NBA All-Star Game 2020 |            |                 |                |                   |                        |                    |                            |         |
| 56                     | 21 février | @ Oklahoma City | V 101-113      | Nikola Jokić (32) | Will Barton (9)        | Barton, Jokić (5)  | Chesapeake Energy Arena    | 38 - 18 |
| 57                     | 23 février | Minnesota       | V 128-116      | Paul Millsap (25) | Jokić, Millsap (7)     | Quatre joueurs (6) | Pepsi Center               | 39 - 18 |
| 58                     | 25 février | Détroit         | V 115-98       | Jerami Grant (29) | Michael Porter Jr. (8) | Jamal Murray (8)   | Pepsi Center               | 40 - 18 |
| 59                     | 28 février | @ L.A. Clippers | D 103-132      | Nikola Jokić (21) | Nikola Jokić (9)       | Will Barton (4)    | Staples Center             | 40 - 19 |

| Match | Date match | Équipe       | Score     | Meilleur marqueur    | Meilleur rebondeur | Meilleur passeur  | Lieux                      | Série   |
| ----- | ---------- | ------------ | --------- | -------------------- | ------------------ | ----------------- | -------------------------- | ------- |
| 60    | 1er mars   | Toronto      | V 133-118 | Nikola Jokić (23)    | Nikola Jokić (18)  | Nikola Jokić (11) | Pepsi Center               | 41 - 19 |
| 61    | 3 mars     | Golden State | D 100-116 | Barton, Millsap (18) | Nikola Jokić (13)  | Nikola Jokić (7)  | Pepsi Center               | 41 - 20 |
| 62    | 5 mars     | @ Charlotte  | V 114-112 | Jamal Murray (18)    | Nikola Jokić (11)  | Nikola Jokić (8)  | Spectrum Center            | 42 - 20 |
| 63    | 7 mars     | @ Cleveland  | D 102-104 | Will Barton (22)     | Barton, Jokić (8)  | Nikola Jokić (8)  | Rocket Mortgage FieldHouse | 42 - 21 |
| 64    | 9 mars     | Milwaukee    | V 109-95  | Jamal Murray (21)    | Paul Millsap (10)  | Nikola Jokić (7)  | Pepsi Center               | 43 - 21 |
| 65    | 11 mars    | @ Dallas     | D 97-113  | Jamal Murray (25)    | Nikola Jokić (13)  | Nikola Jokić (8)  | American Airlines Center   | 43 - 22 |

| Match | Date match | Équipe          | Score | Meilleur marqueur | Meilleur rebondeur | Meilleur passeur | Lieux                   | Série |
| ----- | ---------- | --------------- | ----- | ----------------- | ------------------ | ---------------- | ----------------------- | ----- |
| -     | Annulé     | @ San Antonio   |       |                   |                    |                  | AT&T Center             | -     |
| -     | Annulé     | @ L.A. Lakers   |       |                   |                    |                  | Staples Center          | -     |
| -     | Annulé     | L.A. Clippers   |       |                   |                    |                  | Pepsi Center            | -     |
| -     | Annulé     | @ Oklahoma City |       |                   |                    |                  | Chesapeake Energy Arena | -     |
| -     | Annulé     | @ Toronto       |       |                   |                    |                  | Scotiabank Arena        | -     |
| -     | Annulé     | @ Chicago       |       |                   |                    |                  | United Center           | -     |
| -     | Annulé     | @ Miami         |       |                   |                    |                  | Scotiabank Arena        | -     |
| -     | Annulé     | San Antonio     |       |                   |                    |                  | Pepsi Center            | -     |
| -     | Annulé     | Oklahoma City   |       |                   |                    |                  | Pepsi Center            | -     |
| -     | Annulé     | @ Golden State  |       |                   |                    |                  | Chase Center            | -     |
| -     | Annulé     | Chicago         |       |                   |                    |                  | Pepsi Center            | -     |
| -     | Annulé     | Utah            |       |                   |                    |                  | Pepsi Center            | -     |
| -     | Annulé     | Memphis         |       |                   |                    |                  | Pepsi Center            | -     |
| -     | Annulé     | @ Portland      |       |                   |                    |                  | Moda Center             | -     |
| -     | Annulé     | Sacramento      |       |                   |                    |                  | Pepsi Center            | -     |
| -     | Annulé     | Dallas          |       |                   |                    |                  | Pepsi Center            | -     |
| -     | Annulé     | @ Utah          |       |                   |                    |                  | Vivint Smart Home Arena | -     |

| Match | Date match | Équipe          | Score           | Meilleur marqueur       | Meilleur rebondeur      | Meilleur passeur  | Lieux                             | Série   |
| ----- | ---------- | --------------- | --------------- | ----------------------- | ----------------------- | ----------------- | --------------------------------- | ------- |
| 66    | 1er août   | Miami           | D 105-125       | Grant, Jokić (19)       | Nikola Jokić (7)        | Nikola Jokić (6)  | HP Field House                    | 43 - 23 |
| 67    | 3 août     | @ Oklahoma City | V 121-113 (OT)  | Michael Porter Jr. (37) | Jokić, Porter Jr. (12)  | Nikola Jokić (10) | The Arena                         | 44 - 23 |
| 68    | 5 août     | @ San Antonio   | V 132-126       | Michael Porter Jr. (30) | Michael Porter Jr. (15) | Nikola Jokić (11) | Visa Athletic Center              | 45 - 23 |
| 69    | 6 août     | Portland        | D 115-125       | Michael Porter Jr. (27) | Michael Porter Jr. (12) | Nikola Jokić (13) | Visa Athletic Center              | 45 - 24 |
| 70    | 8 août     | Utah            | V 134-132 (2OT) | Nikola Jokić (30)       | Jamal Murray (12)       | Jamal Murray (8)  | The Arena                         | 46 - 24 |
| 71    | 10 août    | @ L.A. Lakers   | D 121-124       | P. J. Dozier (18)       | Bol Bol (5)             | Mason Plumlee (5) | The Arena                         | 46 - 25 |
| 72    | 12 août    | L.A. Clippers   | D 111-124       | Jerami Grant (25)       | Nikola Jokić (7)        | Nikola Jokić (13) | The Arena                         | 46 - 26 |
| 73    | 14 août    | @ Toronto       | D 109-117       | P. J. Dozier (20)       | Bates-Diop, Morris (6)  | P. J. Dozier (8)  | ESPN Wide World of Sports Complex | 46 - 27 |

### Playoffs
| Playoffs Total : 9-10 (Domicile : 5-5; Extérieur : 4-5) |

| Match | Date match    | Équipe | Score          | Meilleur marqueur      | Meilleur rebondeur      | Meilleur passeur  | Lieux              | Série |
| ----- | ------------- | ------ | -------------- | ---------------------- | ----------------------- | ----------------- | ------------------ | ----- |
| 1     | 17 août       | Utah   | V 135-125 (OT) | Jamal Murray (36)      | Nikola Jokić (10)       | Jamal Murray (9)  | The Field House    | 1 - 0 |
| 2     | 19 août       | Utah   | D 105-124      | Jokić, Porter Jr. (28) | Nikola Jokić (11)       | Nikola Jokić (6)  | AdventHealth Arena | 1 - 1 |
| 3     | 21 août       | @ Utah | D 87-124       | Nikola Jokić (15)      | Dozier, Plumlee (6)     | Jokić, Murray (6) | AdventHealth Arena | 1 - 2 |
| 4     | 23 août       | @ Utah | D 127-129      | Jamal Murray (50)      | Jamal Murray (11)       | Jamal Murray (7)  | AdventHealth Arena | 1 - 3 |
| 5     | 25 août       | Utah   | V 117-107      | Jamal Murray (42)      | Jamal Murray (8)        | Jamal Murray (8)  | The Field House    | 2 - 3 |
| 6     | 30 août       | @ Utah | V 119-107      | Jamal Murray (50)      | Michael Porter Jr. (12) | Nikola Jokić (9)  | AdventHealth Arena | 3 - 3 |
| 7     | 1er septembre | Utah   | V 80-78        | Nikola Jokić (30)      | Nikola Jokić (14)       | Monté Morris (5)  | AdventHealth Arena | 4 - 3 |

| Match | Date match   | Équipe          | Score     | Meilleur marqueur | Meilleur rebondeur | Meilleur passeur  | Lieux              | Série |
| ----- | ------------ | --------------- | --------- | ----------------- | ------------------ | ----------------- | ------------------ | ----- |
| 1     | 3 septembre  | @ L.A. Clippers | D 97-120  | Nikola Jokić (15) | Paul Millsap (9)   | Jamal Murray (6)  | AdventHealth Arena | 0 - 1 |
| 2     | 5 septembre  | @ L.A. Clippers | V 110-101 | Jamal Murray (27) | Nikola Jokić (18)  | Jamal Murray (6)  | AdventHealth Arena | 1 - 1 |
| 3     | 7 septembre  | L.A. Clippers   | D 107-113 | Nikola Jokić (32) | Nikola Jokić (12)  | Jamal Murray (9)  | AdventHealth Arena | 1 - 2 |
| 4     | 9 septembre  | L.A. Clippers   | D 85-96   | Nikola Jokić (26) | Nikola Jokić (11)  | Jamal Murray (7)  | AdventHealth Arena | 1 - 3 |
| 5     | 11 septembre | @ L.A. Clippers | V 111-105 | Jamal Murray (26) | Nikola Jokić (14)  | Jamal Murray (7)  | The Field House    | 2 - 3 |
| 6     | 13 septembre | L.A. Clippers   | V 111-98  | Nikola Jokić (34) | Nikola Jokić (14)  | Nikola Jokić (7)  | AdventHealth Arena | 3 - 3 |
| 7     | 15 septembre | @ L.A. Clippers | V 104-89  | Jamal Murray (40) | Nikola Jokić (22)  | Nikola Jokić (13) | AdventHealth Arena | 4 - 3 |

| Match | Date match   | Équipe        | Score     | Meilleur marqueur  | Meilleur rebondeur      | Meilleur passeur  | Lieux              | Série |
| ----- | ------------ | ------------- | --------- | ------------------ | ----------------------- | ----------------- | ------------------ | ----- |
| 1     | 18 septembre | @ L.A. Lakers | D 114-126 | Jokić, Murray (21) | Michael Porter Jr. (10) | Jamal Murray (5)  | AdventHealth Arena | 0 - 1 |
| 2     | 20 septembre | @ L.A. Lakers | D 103-105 | Nikola Jokić (30)  | Paul Millsap (8)        | Nikola Jokić (9)  | AdventHealth Arena | 0 - 2 |
| 3     | 22 septembre | L.A. Lakers   | V 114-106 | Jamal Murray (28)  | Nikola Jokić (10)       | Jamal Murray (12) | AdventHealth Arena | 1 - 2 |
| 4     | 24 septembre | L.A. Lakers   | D 108-114 | Jamal Murray (32)  | Michael Porter Jr. (8)  | Jamal Murray (8)  | AdventHealth Arena | 1 - 3 |
| 5     | 26 septembre | @ L.A. Lakers | D 107-117 | Grant, Jokić (20)  | Jerami Grant (9)        | Jamal Murray (8)  | AdventHealth Arena | 1 - 4 |

### Confrontations en saison régulière
| Conférence Est      | Conférence Est                              | Conférence Est                              | Conférence Ouest                            | Conférence Ouest                            | Conférence Ouest                            | Conférence Ouest                            | Conférence Ouest                            |
| Division Atlantique | Division Atlantique                         | Division Atlantique                         | Division Nord-Ouest                         | Division Nord-Ouest                         | Division Nord-Ouest                         | Division Nord-Ouest                         | Division Nord-Ouest                         |
| Équipe              | Domicile                                    | Extérieur                                   | Équipe                                      | Domicile                                    | Domicile                                    | Extérieur                                   | Extérieur                                   |
| ------------------- | ------------------------------------------- | ------------------------------------------- | ------------------------------------------- | ------------------------------------------- | ------------------------------------------- | ------------------------------------------- | ------------------------------------------- |
| Boston              | 96-92                                       | 95-108                                      |                                             |                                             |                                             |                                             |                                             |
| Brooklyn            | 101-93                                      | 102-105                                     | Minnesota                                   | 109-100                                     | 128-116                                     | 100-98 (OT)                                 | 107-100                                     |
| New York            | 111-105                                     | 129-92                                      | Oklahoma City                               | 110-102                                     |                                             | 101-113                                     |                                             |
| Philadelphie        | 100-97                                      | 92-97                                       | Portland                                    | 114-99                                      | 127-99                                      | 108-100                                     |                                             |
| Toronto             | 133-118                                     |                                             | Utah                                        | 106-100                                     |                                             | 98-95                                       |                                             |
| Matchs à Orlando    |                                             |                                             |                                             |                                             |                                             |                                             |                                             |
| Toronto             |                                             | 109-117                                     | Oklahoma City                               |                                             |                                             | 121-113 (OT)                                |                                             |
|                     |                                             |                                             | Utah                                        | 134-132 (2OT)                               |                                             |                                             |                                             |
|                     |                                             |                                             | Portland                                    | 115-125                                     |                                             |                                             |                                             |
|                     | 5–0                                         | 1–4                                         |                                             | 7–1                                         | 7–1                                         | 5–1                                         | 5–1                                         |
| Division            | 6–4                                         | 6–4                                         | Division                                    | 12–2                                        | 12–2                                        | 12–2                                        | 12–2                                        |
| Division Centrale   | Division Centrale                           | Division Centrale                           | Division Pacifique                          | Division Pacifique                          | Division Pacifique                          | Division Pacifique                          | Division Pacifique                          |
| Équipe              | Domicile                                    | Extérieur                                   | Équipe                                      | Domicile                                    | Domicile                                    | Extérieur                                   | Extérieur                                   |
| Chicago             |                                             |                                             | Golden State                                | 100-116                                     |                                             | 134-131 (OT)                                |                                             |
| Cleveland           | 103-111                                     | 102-104                                     | L.A. Clippers                               | 114-104                                     |                                             | 103-132                                     |                                             |
| Detroit             | 115-98                                      | 123-128 (OT)                                | L.A. Lakers                                 | 96-105                                      | 116-120 (OT)                                | 128-104                                     |                                             |
| Indiana             | 107-115                                     | 124-116                                     | Phoenix                                     | 108-107 (OT)                                | 116-104                                     | 113-111                                     | 117-108                                     |
| Milwaukee           | 109-95                                      | 127-115                                     | Sacramento                                  | 120-115                                     |                                             | 101-94                                      | 97-100 (OT)                                 |
| Matchs à Orlando    |                                             |                                             |                                             |                                             |                                             |                                             |                                             |
|                     |                                             |                                             | L.A. Clippers                               | 111-124                                     |                                             |                                             |                                             |
|                     |                                             |                                             | L.A. Lakers                                 |                                             |                                             | 121-124                                     |                                             |
|                     | 2–2                                         | 2–2                                         |                                             | 4–4                                         | 4–4                                         | 5–3                                         | 5–3                                         |
| Division            | 4–4                                         | 4–4                                         | Division                                    | 9–7                                         | 9–7                                         | 9–7                                         | 9–7                                         |
| Division Sud-Est    | Division Sud-Est                            | Division Sud-Est                            | Division Sud-Ouest                          | Division Sud-Ouest                          | Division Sud-Ouest                          | Division Sud-Ouest                          | Division Sud-Ouest                          |
| Équipe              | Domicile                                    | Extérieur                                   | Équipe                                      | Domicile                                    | Domicile                                    | Extérieur                                   | Extérieur                                   |
| Atlanta             | 121-125                                     | 123-115                                     | Dallas                                      | 106-109                                     |                                             | 107-106                                     | 97-113                                      |
| Charlotte           | 100-86                                      | 114-112                                     | Houston                                     | 105-95                                      | 117-110                                     | 104-130                                     | 105-121                                     |
| Miami               | 109-89                                      |                                             | Memphis                                     | 119-110                                     |                                             | 131-114                                     | 96-104                                      |
| Orlando             | 113-104                                     | 91-87                                       | New Orleans                                 | 100-112                                     |                                             | 107-122                                     | 113-106                                     |
| Washington          | 117-104                                     | 114-128                                     | San Antonio                                 | 127-120                                     |                                             |                                             |                                             |
| Matchs à Orlando    |                                             |                                             |                                             |                                             |                                             |                                             |                                             |
| Miami               | 105-125                                     |                                             | San Antonio                                 |                                             |                                             | 132-126                                     |                                             |
|                     | 4–1                                         | 3–1                                         |                                             | 4–3                                         | 4–3                                         | 4–5                                         | 4–5                                         |
| Division            | 7–2                                         | 7–2                                         | Division                                    | 8–8                                         | 8–8                                         | 8–8                                         | 8–8                                         |
| Conférence          | 17–10 (Domicile : 11–3; Extérieur : 6–7)    | 17–10 (Domicile : 11–3; Extérieur : 6–7)    | Conférence                                  | 29–17 (Domicile : 15–8; Extérieur : 14–9)   | 29–17 (Domicile : 15–8; Extérieur : 14–9)   | 29–17 (Domicile : 15–8; Extérieur : 14–9)   | 29–17 (Domicile : 15–8; Extérieur : 14–9)   |
| Total               | 46–27 (Domicile : 26–11; Extérieur : 20–16) | 46–27 (Domicile : 26–11; Extérieur : 20–16) | 46–27 (Domicile : 26–11; Extérieur : 20–16) | 46–27 (Domicile : 26–11; Extérieur : 20–16) | 46–27 (Domicile : 26–11; Extérieur : 20–16) | 46–27 (Domicile : 26–11; Extérieur : 20–16) | 46–27 (Domicile : 26–11; Extérieur : 20–16) |

## Classements de la saison régulière
| Conférence Ouest | Conférence Ouest                | Conférence Ouest | Conférence Ouest | Conférence Ouest | Conférence Ouest | Conférence Ouest | Conférence Ouest |
| No               | Franchise                       | Vic.             | Def.             | MJ               | V/D              | GB               |                  |
| ---------------- | ------------------------------- | ---------------- | ---------------- | ---------------- | ---------------- | ---------------- | ---------------- |
| 1                | Lakers de Los Angeles           | 52               | 19               | 71               | .732             | –                |                  |
| 2                | Clippers de Los Angeles         | 49               | 23               | 72               | .681             | 3.5              |                  |
| 3                | Nuggets de Denver               | 46               | 27               | 73               | .630             | 7                |                  |
| 4                | Rockets de Houston              | 44               | 28               | 72               | .611             | 8.5              |                  |
| 5                | Thunder d'Oklahoma City         | 44               | 28               | 72               | .611             | 8.5              |                  |
| 6                | Jazz de l'Utah                  | 44               | 28               | 72               | .611             | 8.5              |                  |
| 7                | Mavericks de Dallas             | 43               | 32               | 75               | .573             | 11               |                  |
| 8                | Trail Blazers de Portland (PI)  | 35               | 39               | 74               | .473             | 18.5             |                  |
|                  |                                 |                  |                  |                  |                  |                  |                  |
| 9                | Grizzlies de Memphis (PI)       | 34               | 39               | 73               | .466             | 19               |                  |
| 10               | Suns de Phoenix                 | 34               | 39               | 73               | .466             | 19               |                  |
| 11               | Spurs de San Antonio            | 32               | 39               | 71               | .451             | 20               |                  |
| 12               | Kings de Sacramento             | 31               | 41               | 72               | .431             | 21.5             |                  |
| 13               | Pelicans de La Nouvelle-Orléans | 30               | 42               | 72               | .417             | 22.5             |                  |
| 14               | Timberwolves du Minnesota       | 19               | 45               | 64               | .297             | 29.5             |                  |
| 15               | Warriors de Golden State        | 15               | 50               | 65               | .231             | 34               |                  |

| Division Nord-Ouest       | V  | D  | MJ | V/D  | GB   | Dom   | Ext   | Div  |
| ------------------------- | -- | -- | -- | ---- | ---- | ----- | ----- | ---- |
| Nuggets de Denver         | 46 | 27 | 73 | .630 | –    | 26–11 | 20–16 | 12–2 |
| Thunder d'Oklahoma City   | 44 | 28 | 72 | .611 | 1.5  | 23–14 | 21–14 | 8–5  |
| Jazz de l'Utah            | 44 | 28 | 72 | .611 | 1.5  | 23–12 | 21–16 | 5–7  |
| Trail Blazers de Portland | 35 | 39 | 74 | .473 | 11.5 | 21–15 | 14–24 | 5–8  |
| Timberwolves du Minnesota | 19 | 45 | 64 | .297 | 22.5 | 8–24  | 11–21 | 2–10 |

## Effectif

### Effectif actuel
| Nuggets de Denver Effectif actuel              |    |                        |                        |                  |
| Entraîneur : Michael Malone                    |    |                        |                        |                  |
| Arrière / Ailier                               | 5  | Drapeau des États-Unis | Will Barton            | Memphis          |
| Ailier                                         | 6  | Drapeau des États-Unis | Keita Bates-Diop       | Ohio State       |
| Ailier fort / Pivot                            | 10 | /                      | Bol Bol (R) (TW)       | Oregon           |
| Ailier                                         | 31 | Drapeau de la Slovénie | Vlatko Čančar (R)      | San Pablo Burgos |
| Ailier fort                                    | 25 | Drapeau des États-Unis | Tyler Cook (R) (TW)    | Iowa             |
| Arrière / Ailier                               | 3  | Drapeau des États-Unis | Torrey Craig           | USC Upstate      |
| Arrière                                        | 30 | Drapeau des États-Unis | Troy Daniels           | VCU              |
| Meneur / Arrière                               | 35 | Drapeau des États-Unis | P. J. Dozier           | South Carolina   |
| Ailier / Ailier fort                           | 9  | Drapeau des États-Unis | Jerami Grant           | Syracuse         |
| Arrière                                        | 14 | Drapeau des États-Unis | Gary Harris            | Michigan State   |
| Pivot                                          | 15 | Drapeau de la Serbie   | Nikola Jokić           | KK Mega Leks     |
| Ailier fort                                    | 4  | Drapeau des États-Unis | Paul Millsap           | Louisiana Tech   |
| Meneur                                         | 11 | Drapeau des États-Unis | Monte Morris           | Iowa State       |
| Meneur / Arrière                               | 27 | Drapeau du Canada      | Jamal Murray           | Kentucky         |
| Pivot                                          | 7  | Drapeau des États-Unis | Mason Plumlee          | Duke             |
| Ailier / Ailier fort                           | 1  | Drapeau des États-Unis | Michael Porter Jr. (R) | Missouri         |
| Ailier fort / Pivot                            | 32 | Drapeau des États-Unis | Noah Vonleh            | Indiana          |
| (R) - Rookie, (TW) - Two-way contract, Blessé. |    |                        |                        |                  |

## Récompenses durant la saison
| Date                  | Joueur       | Récompense                                    |
| --------------------- | ------------ | --------------------------------------------- |
| 3 février - 9 février | Nikola Jokić | Joueur de la semaine dans la conférence Ouest |
| 16 février            | Nikola Jokić | ☆ All-Star 2020 ☆                             |
| 16 septembre          | Nikola Jokić | All-NBA Second Team                           |

## Transactions
Le détail des différents contrats signés par l'équipe est disponible dans la section supérieure des contrats des joueurs, avec les montants des salaires.
| Juin | Juin | Juin                                                                                       | Juin   |
| --- | --- | ------------------------------------------------------------------------------------------ | ------ |
| 20 juin (Jour de la Draft) | Vers les Nuggets de Denver - Droits sur Bol Bol (#44) | Vers le Heat de Miami - Second tour de draft 2022 - Compensation financière de 1 200 000 $ | [ 7 ]  |
| Juillet | |                                                                                            |        |
| 8 juillet | Vers les Nuggets de Denver - Jerami Grant | Vers le Thunder d'Oklahoma City - Premier tour de draft 2020 (protégé)                     | [ 8 ]  |
| Février | |                                                                                            |        |
| 4 février | |                                                                                            |        |
| Échange à quatre équipes | Échange à quatre équipes | [ 9 ]                                                                                      |        |
| Vers les Nuggets de Denver - Shabazz Napier (De Minnesota) - Noah Vonleh (De Minnesota) - Keita Bates-Diop (De Minnesota) - Gerald Green (De Houston) - Premier tour de draft 2020 (De Houston) | Vers les Rockets de Houston - Robert Covington (De Minnesota) - Jordan Bell (De Minnesota) - Futur second tour de draft (De Minnesota)                                                                       | [ 9 ]                                                                                      |        |
| Vers les Hawks d'Atlanta - Clint Capela (De Houston) - Nenê (De Houston) | Vers les Timberwolves du Minnesota - Malik Beasley (De Denver) - Juan Hernangómez (De Denver) - Jarred Vanderbilt (De Denver) - Evan Turner (D'Atlanta) - Premier tour de draft 2020 de Brooklyn (D'Atlanta) | [ 9 ]                                                                                      |        |
| 6 février | Vers les Nuggets de Denver - Jordan McRae | Vers les Wizards de Washington - Shabazz Napier                                            | [ 10 ] |

### Joueurs qui re-signent
| Date       | Joueur       |
| ---------- | ------------ |
| 01/07/2019 | Jamal Murray |

### Options dans les contrats
| Date       | Joueur       | Option                             |
| ---------- | ------------ | ---------------------------------- |
| 29/06/2019 | Paul Millsap | Denver active son option d'équipe. |

## Arrivées

### Draft
| Date       | Joueur                           | Provenance       |
| ---------- | -------------------------------- | ---------------- |
| 01/08/2019 | Vlatko Čančar (#49 - Draft 2017) | San Pablo Burgos |

### Agents libres
| Date       | Joueur          | Provenance                           |
| ---------- | --------------- | ------------------------------------ |
| 12/08/2019 | P. J. Dozier    | Celtics de Boston                    |
| 19/09/2019 | Tyler Zeller    | Grizzlies de Memphis                 |
| 04/10/2019 | Elijah Millsap  | San Sebastián Gipuzkoa Basket Club   |
| 04/10/2019 | Jorge Gutiérrez | CB Breogán                           |
| 05/03/2020 | Troy Daniels    | Lakers de Los Angeles                |
| 30/06/2020 | P. J. Dozier    | Nuggets de Denver (Two-way contract) |

### Two-way contracts
| Date       | Joueur        | Provenance                      |
| ---------- | ------------- | ------------------------------- |
| 12/08/2019 | Tyler Cook    | Hawkeyes de l'Iowa (NCAA)       |
| 04/09/2019 | Bol Bol (#44) | Ducks de l'Oregon (NCAA)        |
| 17/10/2019 | P. J. Dozier  | Celtics de Boston               |
| 30/06/2020 | Tyler Cook    | Blue d'Oklahoma City (G League) |

## Départs

### Agents libres
| Date       | Joueur                                  | Nouvelle équipe¹      |
| ---------- | --------------------------------------- | --------------------- |
| 01/07/2019 | Brandon Goodwin (Agent libre restreint) |                       |
| 01/07/2019 | Tyler Lydon                             | Kings de Sacramento   |
| 01/07/2019 | Trey Lyles                              | Spurs de San Antonio  |
| 01/07/2019 | Isaiah Thomas                           | Wizards de Washington |

### Joueurs coupés
| Date       | Joueur       | Nouvelle équipe ¹    |
| ---------- | ------------ | -------------------- |
| 20/07/2019 | Thomas Welsh | Hornets de Charlotte |
| 07/02/2020 | Gerald Green |                      |
| 01/03/2020 | Jordan McRae | Pistons de Détroit   |

¹ Il s'agit de l’équipe pour laquelle le joueur a signé après son départ, il a pu entre-temps changer d'équipe ou encore de pays.

### Joueurs non retenus au training camp
Liste des joueurs non retenus pour commencer la saison NBA.
| Joueur          |
| --------------- |
| Tyler Cook      |
| Jorge Gutiérrez |
| Elijah Millsap  |
| Tyler Zeller    |

## Situation à la fin de saison

### Joueurs "agents libres"
| Joueur        | Fin de saison         |
| ------------- | --------------------- |
| Tyler Cook    | Agent libre restreint |
| Torrey Craig  | Agent libre restreint |
| Troy Daniels  | Agent libre           |
| Paul Millsap  | Agent libre           |
| Mason Plumlee | Agent libre           |
| Noah Vonleh   | Agent libre           |

### Options en fin de saison
| Joueur       | Fin de saison  |
| ------------ | -------------- |
| Jerami Grant | Option joueur. |